# Dávid Vojvoda
Dávid Vojvoda, né le 4 septembre 1990 à Kaposvár, est un joueur international hongrois de basket-ball.

## Biographie
Avec l'Équipe de Hongrie, il participe à l'EuroBasket 2017.